# Калирахи (дем Гревена)
Вижте пояснителната страница за други значения на Калирахи.
Калирахи или Вравонища (на гръцки: Καληράχη, до 1927 година Βραβόνιστα, Вравониста) е село в Република Гърция, дем Гревена, административна област Западна Македония.

## География
Селото е разположено на 900 m надморска височина на около 12 km западно от град Гревена.

## История

### В Османската империя
Според някои предположения селото е създадено около 1870 година.
В края на ХІХ век Вравонища е село в Гревенската каза на Османската империя. Според статистиката на Васил Кънчов („Македония. Етнография и статистика“) през 1900 година Вравонища e смесено мюсюлманско-християнско село, в което живеят 133 валахади (гръкоезични мюсюлмани) и 130 гърци християни.
На Етнографската карта на Битолския вилает на Картографския институт в София от 1901 година Вравеништа (Вароништа) е смесено село гърци християни и гърци мохамедани в Гревенската каза на Серфидженския санджак с 32 къщи.
Според статистика на Серфидженския санджак на гръцкото консулство в Еласона от 1904 година във Вравонища (Βραβόνιστα), Гревенска каза, живеят 120 гърци елинофони християни.
Главната селска църква „Свети Димитър“ е от 1800 година. Край нея е старото гробище. От църквата „Свети Атанасий“ са оцелели само основите. „Света Параскева“ е новата гробищна църква.

### В Гърция
През Балканската война в 1912 година в селото влизат гръцки части и след Междусъюзническата в 1913 година Вравонища влиза в състава на Кралство Гърция.
Мюсюлманското население на селото е изселено и на негово място са настатени гърци бежанци. През 1927 година името на селото е сменено на Калирахи. В 1928 година от 340 жители само 3 са бежанци.
Населението произвежда жито, тютюн и картофи.
| Име         | Име          | Ново име     | Ново име     | Описание                    |
| ----------- | ------------ | ------------ | ------------ | --------------------------- |
| Голикиритра | Γκολγκιρίθρα | Апогимномени | Απογυμνωμένη | връх ЮЗ от Калирахи (961 m) |

| Година    | 1913 | 1920 | 1928 | 1940 | 1951 | 1961 | 1971 | 1981 | 1991 | 2001 | 2011 | 2021 |
| --------- | ---- | ---- | ---- | ---- | ---- | ---- | ---- | ---- | ---- | ---- | ---- | ---- |
| Население | 358  | 272  | 340  | 428  | 376  | 341  | 277  | 269  | 278  | 222  | 125  | 95   |